# 볼 키노
볼 키노 협력유한합자회사(독일어: Boll Kino Beteiligungs GmbH & Co. KG, 약칭: Boll KG)는 독일 바이에른주에 있는 영화 제작사이다. 영화 감독 우베 볼이 소유하고 있다.
우베 볼 감독의 영화에 많이 참여하였으며, 브라이트라이트 픽쳐스와 주로 공동 참여하였다.

## 참여 작품

### 제공
- 하우스 오브 더 데드 (House Of The Dead)
- 왕의 이름으로
- 파 크라이 (영화)
- 1968 터널 랫츠 (1968 Tunnel Rats)